# Placospongiidae
Placospongiidae é uma família de esponjas marinhas da ordem Hadromerida.

## Gêneros
- Onotoa de Laubenfels, 1955
- Placospongia Gray, 1867